# Catholicisme à Malte

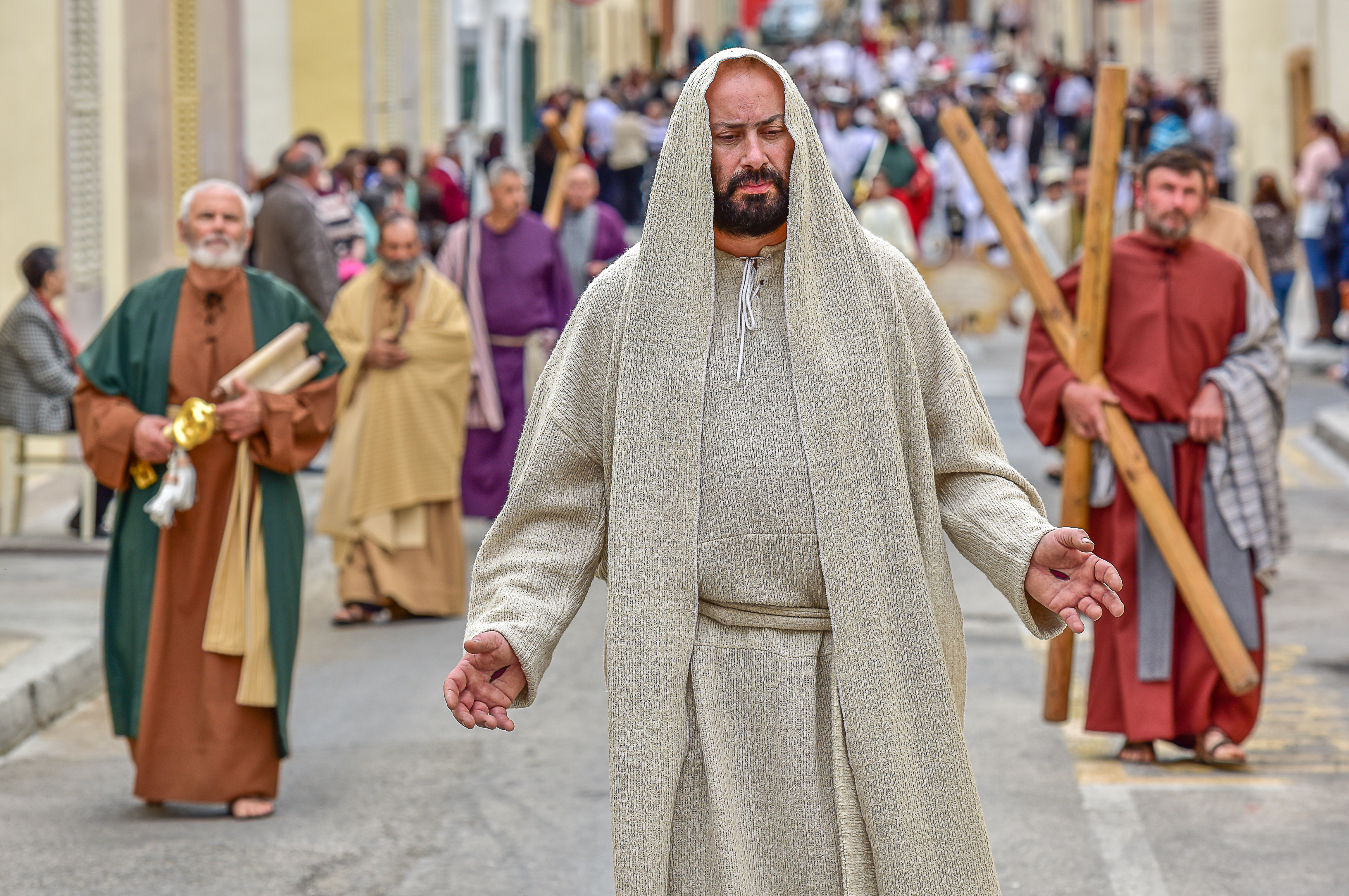
Procession du Vendredi saint par des catholiques de Malte. Avril 2017.

Le catholicisme à Malte remonterait au naufrage dans l'archipel maltais de saint Paul en route pour son jugement à Rome en l'an 60.

## Saint Paul
Suivant les Actes des Apôtres, un livre du Nouveau Testament, le naufrage de Paul de Tarse - saint Paul - lors de son dernier voyage pour Rome aurait eu lieu sur l'archipel maltais en 60 apr. J.-C. Si l'historicité de saint Paul est discutée mais largement admise, la réalité de son dernier voyage et son naufrage sont communément acceptés mais le lieu de ce dernier est très hypothétique même si un consensus se fait sur Malte et peut être sur une des îles qui aujourd'hui portent le nom d'îles de Saint-Paul, la date du 10 février, par contre, ne peut relever que de la foi. Beaucoup voient dans ce naufrage le début de la christianisation de l'archipel maltais.
Parmi les miracles attribués à saint Paul, en plus des soins miraculeux, il aurait, après avoir été mordu par une vipère en ramassant du bois, fait disparaître tous les serpents venimeux des îles.
Hormis être le saint patron de Malte, saint Paul est aussi le saint patron de la co-cathédrale de Mdina et de l'église paroissiale de Rabat. Il est saint patron des paroisses de La Valette, Marsalforn, Mdina, Munxar, Nadur, Safi et Rabat. Le lieu supposé de son naufrage a pris le nom d'îles de saint-Paul dans la baie du même nom. Une grotte dans laquelle saint Paul aurait été détenu à Rabat porte le nom catacombe saint Paul.

## Publius
La tradition veut que le gouverneur romain de l'archipel maltais, Publius, reçut saint Paul lors de son naufrage à Malte. Le père de Publius est alors malade, atteint d'une dysenterie ; Saint Paul soigne le père affligé et tous les malades des îles qui viennent solliciter ses soins. Publius en se convertissant à la religion chrétienne devient en même temps le premier évêque de Malte et le premier chrétien d'Occident.
Publius reste 31 ans à Malte avant de transférer le siège de son évêché à Athènes en 90. Il y est martyrisé en 125 pendant les persécutions de l'empereur Hadrien. Sa fête est célébrée à Malte le 22 janvier. Il est le saint patron de l'église de Floriana.